# 玉川村站
玉川村站（日语：／ Tamagawamura eki */?）是位於茨城縣常陸大宮市東野4580號，東日本旅客鐵道（JR東日本）的水郡線車站。
此站被選為關東車站百選之一。車站名稱取自車站茨城縣那珂郡玉川村。

## 歷史
- 1922年（大正11年）12月10日：鐵道省（國有鐵道）開設此站。
- 1970年（昭和45年）10月1日：結束貨物起卸業務。
- 1983年（昭和58年）6月1日：水郡線CTC化。此站成為無人車站。站內繼續設有列車交會設施。車站大樓內設有委托地方公共團體發售車票（簡易委託）。
- 1987年（昭和62年）4月1日：伴隨國鐵分割民營化，車站由東日本旅客鐵道（JR東日本）營運[1]。
- 1995年（平成7年）10月：車站大樓開始重建[2][3]。
- 1996年（平成8年）
  - 3月4日：在重建部分中，車站事務室、候車室開始使用[3]。
  - 4月26日：新車站大樓完成，社區設施開始使用[3]。

## 車站構造
此站是地面車站，設有2面2線的相對式月台。兩月台之間設有跨線橋連接。車站大樓對面的月台上設有上蓋、壁報版和長椅。此站設有停泊維護路軌車輛專用側線。
此站是由常陸大子站管理的簡易委託車站。車站大樓在1996年重建，為一座木造建築物。大樓內設有「玉川村站交流中心」，該處設有圖書室，可免費使用。

### 月台
| 月台         | 路線    | 上下行 | 方向               |
| ------------ | ------- | ------ | ------------------ |
| 車站大樓一方 | ■水郡線 | 下行   | 常陸大子、郡山方向 |
| 車站大樓對面 | ■水郡線 | 上行   | 水戶方向           |

參考
在旅客資訊上沒有編排月台編號。

## 使用狀況
根據「JR東日本」，2019年度（令和元年度）1日平均乘車人次為155人。
| 乘車人次變化       | 乘車人次變化     | 乘車人次變化    |
| 年度               | 1日平均 乘車人次 | 參考資料        |
| ------------------ | ---------------- | --------------- |
| 2001年（平成13年） | 283              | [ 利用客数 2 ]  |
| 2002年（平成14年） | 274              | [ 利用客数 3 ]  |
| 2003年（平成15年） | 280              | [ 利用客数 4 ]  |
| 2004年（平成16年） | 283              | [ 利用客数 5 ]  |
| 2005年（平成17年） | 272              | [ 利用客数 6 ]  |
| 2006年（平成18年） | 275              | [ 利用客数 7 ]  |
| 2007年（平成19年） | 246              | [ 利用客数 8 ]  |
| 2008年（平成20年） | 239              | [ 利用客数 9 ]  |
| 2009年（平成21年） | 236              | [ 利用客数 10 ] |
| 2010年（平成22年） | 229              | [ 利用客数 11 ] |
| 2011年（平成23年） | 216              | [ 利用客数 12 ] |
| 2012年（平成24年） | 212              | [ 利用客数 13 ] |
| 2013年（平成25年） | 213              | [ 利用客数 14 ] |
| 2014年（平成26年） | 201              | [ 利用客数 15 ] |
| 2015年（平成27年） | 195              | [ 利用客数 16 ] |
| 2016年（平成28年） | 177              | [ 利用客数 17 ] |
| 2017年（平成29年） | 164              | [ 利用客数 18 ] |
| 2018年（平成30年） | 172              | [ 利用客数 19 ] |
| 2019年（令和元年） | 155              | [ 利用客数 1 ]  |

## 車站周邊
- 茨城縣道319號玉川村停車場線（日语：茨城県道319号玉川村停車場線） - 站前長48米的縣道。
- 茨城縣道102號長澤水戶線（日语：茨城県道102号長沢水戸線）
- 大宮玉川郵局
- 常陸大宮市立大宮北小學
- 國道293號（日语：国道293号）

## 巴士路線
此站站名為「玉川村站」，但是站前的巴士站名為「玉川站前」。在2019年10月前設有常陸大宮市市民巴士運行。
- 茨城交通[5]（大宮營業所（日语：茨城交通大宮営業所））
  - 經長澤前往高部車廠 / 經常陸大宮濟生會醫院（日语：常陸大宮済生会病院）前往大宮站前
  - 經白谷前往上小瀨十文字

## 相鄰車站
東日本旅客鐵道（JR東日本）
■水郡線
常陸大宮－玉川村－野上原

## 注腳

### 使用狀況
1. 1 2  . 東日本旅客鐵道.   [2020-07-16]. （原始内容存档于2020-07-10） （日语）.
2. ↑  . 東日本旅客鐵道.   [2019-03-01]. （原始内容存档于2019-04-02） （日语）.
3. ↑  . 東日本旅客鐵道.   [2019-03-01]. （原始内容存档于2019-04-02） （日语）.
4. ↑  . 東日本旅客鐵道.   [2019-03-01]. （原始内容存档于2019-03-27） （日语）.
5. ↑  . 東日本旅客鐵道.   [2019-03-01]. （原始内容存档于2019-02-23） （日语）.
6. ↑  . 東日本旅客鐵道.   [2019-03-01]. （原始内容存档于2019-04-02） （日语）.
7. ↑  . 東日本旅客鐵道.   [2019-03-01]. （原始内容存档于2019-04-02） （日语）.
8. ↑  . 東日本旅客鐵道.   [2019-03-01]. （原始内容存档于2019-04-02） （日语）.
9. ↑  . 東日本旅客鐵道.   [2019-03-01]. （原始内容存档于2019-02-22） （日语）.
10. ↑  . 東日本旅客鐵道.   [2019-03-01]. （原始内容存档于2019-04-02） （日语）.
11. ↑  . 東日本旅客鐵道.   [2019-03-01]. （原始内容存档于2019-04-02） （日语）.
12. ↑  . 東日本旅客鐵道.   [2019-03-01]. （原始内容存档于2019-04-02） （日语）.
13. ↑  . 東日本旅客鐵道.   [2019-03-01]. （原始内容存档于2019-03-27） （日语）.
14. ↑  . 東日本旅客鐵道.   [2019-03-01]. （原始内容存档于2019-03-06） （日语）.
15. ↑  . 東日本旅客鐵道.   [2019-03-01]. （原始内容存档于2019-03-06） （日语）.
16. ↑  . 東日本旅客鐵道.   [2019-03-01]. （原始内容存档于2019-03-23） （日语）.
17. ↑  . 東日本旅客鐵道.   [2019-03-01]. （原始内容存档于2019-02-14） （日语）.
18. ↑  . 東日本旅客鐵道.   [2019-03-01]. （原始内容存档于2019-03-25） （日语）.
19. ↑  . 東日本旅客鐵道.   [2019-07-21]. （原始内容存档于2019-07-05） （日语）.

## 外部連結
- 車站資訊（玉川村）：東日本旅客鐵道（日語）